# Bernard Zgoll
Bernard Jan Zgoll, także: Bernhard Zgoll, Bernhard Jan Zgoll (ur. 25 czerwca 1927 w Hajdukach Wielkich, zm. w sierpniu 2002) – polsko–niemiecki trener piłkarski.

## Życiorys
W latach 1949–1950 był trenerem Szombierek Bytom, które prowadził w 35 meczach I ligi. W latach 1953–1954 trenował III-ligowy Widzew Łódź. W latach 1955–1957 był trenerem Górnika Radlin, prowadząc go m.in. w 30 meczach I ligi. W 1958 został skazany przez sąd wojskowy na 10 lat więzienia w sprawie „Słońce” za współpracę z amerykańskim wywiadem. Później pracował w Kenii – jako delegat niemieckiej federacji piłkarskiej był trenerem młodzieży – był założycielem Olimpijskich Centrów Młodzieżoych w Nairobi, Mombasie, Kisumu i Nakuru oraz odkrywcą piłkarzy takich jak: Wilberforce Mulamba, Ambrose Ayoyi, Bobby Ogolla, Sammy Taabu, Hussein Kheri, Josephat Murila, Austin Oduor, Mahmoud Abbas, Sammy Owino. następnie na Filipinach współtworzył młodzieżowe akademie piłkarskie. W Korei Południowej był doradcą związku piłkarskiego. W latach 1974–1975 i 1984 był trenerem reprezentacji Kenii, od 1979 reprezentacji Filipin oraz Dominikany (1992).